# Ophodni brodovi klase Stenka
Klasa Stenka je NATO oznaka za klasu sovjetskih ophodnih brodova. Sovjetska oznaka je Projekt 205P.